# Gleb Wladimirowitsch Poljakow
Gleb Wladimirowitsch Poljakow (russisch Глеб Владимирович Поляков; * 4. Januar 1931 in Krasnojarsk; † 4. März 2021) war ein sowjetischer bzw. russischer Geologe.

## Leben
Poljakow studierte am Tomsker Polytechnischen Institut (TPI) in der Fakultät für Geologische Prospektion mit Abschluss 1953. Anschließend wurde er Aspirant bei Juri Alexejewitsch Kusnezow und dann Assistent und Dozent am Lehrstuhl für Petrographie des TPI. 1958 verteidigte er mit Erfolg seine Dissertation über den Devon-Magma-Komplex in der Region der Irba-Lagerstätte für die Promotion zum Kandidaten der geologisch-mineralogischen Wissenschaften.
1960 wurde Poljakow Wissenschaftlicher Mitarbeiter des Instituts für Geologie und Geophysik der Sibirischen Abteilung (SO) der Akademie der Wissenschaften der UdSSR (AN-SSSR, seit 1991 Russische Akademie der Wissenschaften (RAN)) in Nowosibirsk. 1969 verteidigte er mit Erfolg seine Doktor-Dissertation über den Paläozoikum-Magmatismus und die Eisenerz-Bildung im Süden Mittelsibiriens für die Promotion zum Doktor der geologisch-mineralogischen Wissenschaften.
Von 1976 bis 2000 leitete Poljakow das Laboratorium für Magmatismus des Instituts für Geologie und Geophysik der SO der AN-SSSR/RAN. Seine Forschungsschwerpunkte waren die Suche nach Lagerstätten von Eisen, Vanadium, Nickel und Edelmetallen. In der Altai-Sajan-Faltengebirge-Region untersuchte er die Gesetzmäßigkeiten der Orogenese und Metallogenese. Seine Untersuchungen erstreckten sich über Südsibirien hinaus bis nach Nordvietnam innerhalb des Südchinakratons.
1981 wurde Poljakow zum Korrespondierenden Mitglied der AN-SSSR gewählt.

## Ehrungen, Preise
- Ehrenzeichen der Sowjetunion (1981)[3]
- Staatspreis der UdSSR (1983)[3]
- Freundschaftsorden Vietnams (1996)[3]